# تشاندلر بارسونز
تشاندلر بارسونز (بالإنجليزية: Chandler Parsons)‏ مواليد 25 أكتوبر 1988، هو لاعب كرة سلة أمريكي يلعب مع فريق دالاس مافيريكس في الرابطة الوطنية لكرة السلة ويحمل الرقم 25. يبلغ طوله 6 قدم 9 بوصة (2.1 م).

## فرق لعب لها
- هيوستن روكتس
- دالاس مافيريكس

## روابط خارجية
- تشاندلر بارسونز على موقع إن بي أي (الإنجليزية)
- تشاندلر بارسونز على موقع سبورتس رفرنس (الإنجليزية)
- تشاندلر بارسونز على موقع كرة السلة الأوروبية.كوم (الإنجليزية)
- تشاندلر بارسونز على موقع إي إس بي إن.كوم (الإنجليزية)
- تشاندلر بارسونز على موقع كلية كرة السلة في سبورتس رفرنس.كوم (الإنجليزية)
- تشاندلر بارسونز على موقع ريلجم (الإنجليزية)
- تشاندلر بارسونز على موقع بروبوليرز (الإنجليزية)
- تشاندلر بارسونز على موقع سبورتس رفرنس (الإنجليزية)